# Berberis pavoniana
Berberis pavoniana är en berberisväxtart som beskrevs av Ahrendt. Berberis pavoniana ingår i släktet berberisar, och familjen berberisväxter. Inga underarter finns listade i Catalogue of Life.